# Reality Bites
Reality Bites is een Amerikaanse film uit 1994 onder regie van Ben Stiller. De film bracht in totaal iets meer dan $20 miljoen op.

## Verhaal
De film gaat over vier vrienden die een appartement delen in Houston. Lelaina Pierce is een filmmaker die tijdelijk samenwoont met gitarist Troy. Ze voelen zich tot elkaar aangetrokken, maar doen daar, op een dronken nacht in het verleden na, niets mee. 's Nachts werkt hij als een onbekende grungemuzikant en overdag zoekt hij naar banen, die hij nooit lang kan behouden. Lelaina daarentegen was de beste student van haar universiteit en ambieerde sindsdien een succesvolle documentairemaker te worden. Ze nam echter genoegen met een baan als productie-assistent van een presentator.
Op een dag ontmoet ze Michael, een man die werkt bij een muziekzender op televisie. Ze beginnen met elkaar uit te gaan en hij probeert haar documentaire uitgezonden te krijgen op die zender. Haar kamergenoot Vickie is een losbandige vrouw die op een dag ontdekt dat ze besmet is met hiv en wellicht aids. Lelaina's vriend Sammy is homoseksueel, maar gaat niet graag uit met mannen, uit angst dat zijn ouders erachter komen dat hij homo is. Uiteindelijk besluit hij toch uit de kast te komen.
Ondertussen is Lelaina niet blij met de voortgang van haar documentaire en besluit daarom ontslag te nemen. Hiermee maakt ze veel van haar vrienden boos. Ook dumpt ze Michael als ze ontdekt dat hij haar documentaire zo heeft gewijzigd, dat niets van haar artistieke elementen terug te vinden is. Troy's grootvader is inmiddels overleden en hij krijgt een relatie met Lelaina. Intussen blijkt Vickie's aidstest negatief te zijn.

## Rolbezetting
| Acteur             | Personage         | Opmerkingen           |
| ------------------ | ----------------- | --------------------- |
| Winona Ryder       | Lelaina Pierce    |                       |
| Ethan Hawke        | Troy Dyer         |                       |
| Janeane Garofalo   | Vickie Miner      |                       |
| Steve Zahn         | Sammy Gray        |                       |
| Ben Stiller        | Michael Grates    |                       |
| Swoosie Kurtz      | Charlane McGregor |                       |
| Renée Zellweger    | Tami              |                       |
| John Mahoney       | Grant Gubler      |                       |
| Jeanne Tripplehorn | Cheryl Goode      | Niet op de aftiteling |

## Achtergrond
In 1991 kwam producent Michael Shamberg op het idee om een film te maken over een groep vrienden in hun twintiger jaren. Samen met Helen Childress, die hij in 1990 ontmoette, schreef hij drie jaar lang aan Reality Bites. Zeventig verschillende scripts werden er voltooid voordat ze tevreden was met het resultaat. Om inspiratie op te doen, keek ze naar haar eigen ervaringen uit het verleden. Toen in oktober 1992 werd bekendgemaakt dat Ben Stiller de film zou regisseren, was de film in productie bij Danny DeVito's Jersey Films.
Stiller werkte gedurende negen maanden lang met Childress om wijzigingen in het script aan te brengen. Aanvankelijk zouden de personages Sammy en Vickie meer verhaallijnen hebben, maar door gebrek aan tijd besloten de makers zich te richten op de relatie van Lelaina en Troy. In maart 1993 kwam het nieuws dat Winona Ryder en Ethan Hawke de hoofdrollen zouden vertolken. Ryder was voorheen doorgaans te zien in periodefilms en wilde graag een rol spelen waarin ze "haar spijkerbroek kon dragen".
De film werd in de Verenigde Staten uitgebracht in 1149 bioscoopzalen en bracht het eerste weekend $5,1 miljoen op. De film was 11 weken in de bioscoop te zien en bracht iets meer dan $20 miljoen op. Met de internationale opbrengsten erbij kwam de totale opbrengst op ongeveer $33 miljoen. De verwachtingen van het succes lagen hoog, omdat de soundtrack zeer goed verkocht. De critici waren overwegend positief over de film.